# Németh Romuáld
Németh Romuáld (eredetileg János) (Fertőszergény, 1899. február 19. – Budapest, 1975. július 3.) gimnáziumi tanár, bencés pap.

## Élete
Szülei Németh József és Pete Anna. 1905-1910 között Agyagosszergényben járt népiskolába, 1910-1919 között Győrben végezte a középiskolát. 1916-ban lépett a bencés rendbe, 1922-ben ünnepi fogadalmat tett. 1919-1923 között Pannonhalmán teológiát és filozófiát végzett. 1923-ban a Pázmány Péter Tudományegyetemen magyar-latin szakot végzett. 1923. július 1-én pappá szentelték. Pannonhalmán lett gimnáziumi tanár és káplán. 1924-től Esztergomban, 1926-tól Sopronban volt gimnáziumi tanár és káplán. 1928-tól Zalaapátin, 1930-tól Kajáron, 1941-től Komáromfüssön plébános.
Popoff Mihály érseki nagyprépostot, görögkeleti adminisztrátort a Debreceni Egyetem orosz és bolgár nyelv professzorát, illetve Vértes Györgyöt és családját saját lakásán Komáromfüssön rejtegette a Gestapo elől. Egy 1944. július 7-én lelőtt amerikai gép túlélőit is gyógyíttatta.
1945-ben helyettesítés esetén el kellett volna hagynia Csehszlovákiát. 1948-ban "reszlovakizált". Csak 1949-ben szerzett csehszlovák állampolgárságot.
1965-től Helembán, 1971-től Révkomáromban nyugdíjas.

## Művei
- Hangulatok; Laiszky Ny., Esztergom, 1925 (versek)
- 1930 Rövid magyar mise. Férfikarra. Budapest (tsz. Hajnali Kálmán)